# Mama Séïbou
Mama Séïbou (Parakou, 28 dicembre 1995) è un calciatore beninese, centrocampista del Saint-Nazaire e della nazionale beninese.

## Carriera

### Nazionale
Ha esordito in nazionale nel 2014.
Nel 2019 ha partecipato alla Coppa d'Africa.

## Palmarès

### Club

#### Competizioni nazionali
- Championnat National 2: 1

Tolone: 2018-2019 (girone A)